# Västernorrlands läns vapen

Västernorrlands läns vapen bygger på Ångermanlands och Medelpads landskapsvapen. Vapnet fastställdes 1941.
Blasonering: "Kluven sköld: fält I, Ångermanlands vapen, fält II, Medelpads vapen."

Ångermanlands landskapsvapen
Medelpads landskapsvapen

## Källhänvisning
1. ↑  Riksarkivet Heraldiskt register/Län